# Ohaveč
Ohaveč (německy Wohawetz) je obec v okrese Jičín v Královéhradeckém kraji. Žije v ní 139 obyvatel.

## Historie
První písemná zmínka o obci pochází z roku 1327.

## Obyvatelstvo
| Rok            | 1869 | 1880 | 1890 | 1900 | 1910 | 1921 | 1930 | 1950 | 1961 | 1970 | 1980 | 1991 | 2001 | 2011 | 2021 |
| -------------- | ---- | ---- | ---- | ---- | ---- | ---- | ---- | ---- | ---- | ---- | ---- | ---- | ---- | ---- | ---- |
| Počet obyvatel | 149  | 134  | 146  | 148  | 125  | 119  | 119  | 93   | 92   | 93   | 72   | 62   | 61   | 76   | 118  |
| Počet domů     | 22   | 24   | 25   | 27   | 28   | 29   | 33   | 35   | 30   | 29   | 26   | 34   | 36   | 43   | 43   |

## Obecní správa
Mezi lety 1850–1960 byla Ohaveč obcí v okrese Jičín. Od 1. ledna 1961 do 23. listopadu 1990 patřila jako část obce k Holínu a od 24. listopadu 1990 je opět samostatnou obcí.

## Pamětihodnosti
- Přírodní památka Ostruženské rybníky
- Ohavečská lípa, památný strom
- Pomník vojákům padlým v bitvě u Jičína
- Dřevěná zvonička z roku 1872